# مندورة (آلة موسيقية)
المندورة أو الغليشون نوع من العوديات من القرن الثامن عشر وأوائل القرن التاسع عشر، وله من ستة إلى تسعة أوتار. كان المصطلحان متبادلين، حيث شاع استخدام المندورة منذ منتصف القرن الثامن عشر فصاعدًا.